# Хандбал
Хандбалът е олимпийски колективен спорт. Играчите са разделени на два отбора от по 7 играчи. Мачът продължава 60 минути (2 полувремена по 30 минути, разделени с 15-минутна почивка). Целта е да се отбележат колкото се може повече голове, за да бъде победен съперникът.

## Игралното поле
Играе се на правоъгълно поле с размери 20x40 m, като двете врати (с размери 2x3 m) са една срещу друга от късите страни на игрището. Полето се разделя на две равни части от централна линия. Около вратите е очертан полукръг с радиус 6 m, наречен вратарскотo поле, в което има право да бъде само вратарят на отбора. На 7 m от вратата е начертана линия с дължина 1 m точно срещу вратата, от които се бият наказателни удари при грубо нарушаване на правилата. На 9 m от вратата с пунктирана линия е начертан полукръг, от който се бият свободните удари. Ограничаващата вратаря линия е на 4 m от вратата и е с дължина 15 cm. Централната линия съединява средните точки на двете странични линии. Линията за смяна (част от страничната линия) започва от средната до точка на разстояние 4.5 m от нея. Вратарското поле е на 6 метра от вратата.

## Отбор
Отборът се състои от 14 играчи, от които седем играят на игрището (1 вратар и 6 полеви). Играчите могат да се сменят по указание на треньора, като няма ограничение за броя на смените.
Постовете в хандбала са:
- вратар
- разпределител (център)
- гард (вляво и отдясно на разпределителя)
- крило: най-крайният играч, разположен след гардовете
- пивот: играч, играещ в защитата с цел отваряне на коридори и набирания

Ако пивотът използва лакти или забранени методи с цел задържане на играч, съдията отсъжда топка в полза на защитаващия се отбор.

## Правила
В хандбала играчите имат право на до 3 крачки с топка, дрибъл и след приключване на дрибъла – три крачки с топка. Ако играчът направи повече от три крачки или двоен дрибъл, се отсъжда топка за другия отбор. При изпълняване на нарушение играчите от другия отбор нямат право да са по-близо от три метра от играча, изпълняващ нарушението.
Топка:
58-60 cm и 425-475 g за мъже и юноши
54-56 cm и 325-375 g за жени, девойки и юноши младша възраст
50-52 cm и 290-330 g за момичета и момчета под 14 г.възраст
Отбор:
един отбор се състои от 14 състезатели, 7 които играят (6 полеви и 1 вратар) и 7 за смяна.
Смяна на състезатели:
Всеки един състезател може да влиза многократно в игра и по всяко време с изключение на този състезател, на когото му е дадено изключване или дисквалификация. Напускането и влизането в игра става само през собствената линия за смяна. При неправилна смяна състезателят се наказва с отстраняване.
Екипировка:
Всички състезатели от един отбор трябва да носят еднакво спортно облекло. Цветовете на екипите на двата отбора трябва се различават. Състезателите, определени за вратари, трябва да носят облекло с еднакви цветове, но различни от цветовете на екипите на състезателите от двата отбора и различен от вратаря на противниковия отбор.
Състезателите трябва да носят спортни обувки. Състезател, който кърви или има кръв по екипа си, трябва да напусне игралното поле. На гърба на екипите трябва да има номера, които се отличават ясно от цвета на екипа. Състезател, който играе в полето и като вратар, трябва да носи един и същи номер и на двете позиции.
Вратар:
Вратарите могат да излизат от вратарското поле и тогава се превръщат в полеви играчи. Всеки състезател може по всяко време да смени вратаря, но вратаря не може да смени полеви играч.
На вратаря е разрешено:
- да докосва топката с всяка част на тялото си във вратарското поле, може да напуска вратарското поле без топка (в този случай трябва да спазва всички правила за състезателите в полето), може да се движи с топката неограничено във вратарското поле;

На вратаря е забранено:
- при защита да застрашава противниковия състезател, да изкарва топката извън линията на вратата, да напуска вратарското поле с топката, да внася топката във вратарското поле, при изпълнение на 7-метрово хвърляне да застъпва 4-метровата линия.

Вратарско поле:
Във вратарското поле може да бъде само вратарят. При пристъпване на вратарското поле от състезател следва да се отсъди: вратарско хвърляне, свободно хвърляне, когато защитникът пристъпи вратарското поле, или 7-метрово хвърляне, когато защитникът пристъпи и осуети явна голова възможност. При пристъпване на вратарското поле не се наказва, когато състезател, след като е играл с топката пристъпи, състезател без топка пристъпи.
Когато защитник върне топката от игралното поле във вратарското поле, се отсъжда 9-метрово хвърляне за противниковия отбор.
Игра с топка:
Разрешено е:
Чрез използване на ръце, глава, трупа, бедрото, коляното топката да се лови, спира, удря; да се задържа топката максимум 3 секунди дори когато е на пода; да се правят с топката най-много три крачки;
Забранено е:
Да се докосва топката с долната част на крака (под коляното); умишлено хвърляне на топката извън игрището;
Отбелязване на гол:
Гол се счита за отбелязан, когато топката изцяло пресече гол линията при условие, че преди хвърлянето не са нарушени правилата. Тогава съдиите отсвирват „гол“ и подават сигнал за начално хвърляне и др.
Голът не се счита за отбелязан, когато някой от защитниците извърши нарушение, но въпреки това топката влезе във вратата, ако съдиите или времеизмервачът са подали сигнал, преди топката да е влязла във вратата и др.
Нарушение и неспортсменско поведение:
Разрешено е:
Използването на ръце и китки за блокиране, да се отнеме топката с отворена китка, спиране с тяло на противников състезател;
Не е разрешено: да се издърпва или избутва топката от ръцете на противников състезател, да се спира или избутва противников състезател с ръце, китка или крака, да хваща или задържа тялото на противника.
Начално, Странично, Вратарско, Свободно и 7-метрово хвърляне
Начално хвърляне:
За започване на срещата, при отбелязване на гол. Изпълнява се след сигнал от съдията. Топката трябва да бъде в средата и изпълняващият да е стъпил на средната линия.
Странично хвърляне:
Отсъжда се, когато топката изцяло пресече страничната линия. Изпълнява се без сигнал от съдията от мястото, където е пресякла страничната линия. Изпълняващият трябва да настъпи с единия крак страничната линия, състезателите от противниковия отбор не трябва да са по-близко от 3 метра от изпълняващия.
Вратарско хвърляне:
Отсъжда се, когато: състезател от противниковия отбор е влязъл във вратарското поле, топката е под контрол на вратаря във вратарското поле или тя лежи на пода във вратарското поле, състезател от противниковия отбор докосне топката, докато тя се търкаля по пода във вратарското поле, топката е пресякла линията на вратата, след като последно е била докосната от вратаря.
Свободно хвърляне:
Когато съдиите прекъснат играта, тя започва със свободно хвърляне, владеещият топката отбор е извършил нарушение на правилата, което води до отнемане притежанието на топката. Обикновено свободно хвърляне се изпълнява без сигнал от съдията от мястото на нарушението. Когато делегатът на срещата или съдията прекъсне играта поради нарушение на правилата, се изисква свободното хвърляне да се изпълни със сигнал от мястото, където се е намирала топката, когато е спряно времето. При изпълнение на свободно хвърляне противникът трябва да е на 3 метра от изпълняващия.
7-метрово хвърляне:
То се отсъжда при: осуетяване на явно голова възможност, неправомерен сигнал при явна голова ситуация, при намеса на лица без право на участие в играта;
7-метровото хвърляне се изпълнява след сигнал от съдията в продължение на 3 сек. Изпълняващият трябва да заеме място зад 7-метровата линия, но не повече от 1 метър зад нея. След сигнала на съдията изпълняващият не бива да докосва или пресича линията. При изпълнение всички играчи трябва да заемат позиции извън линията за свободно хвърляне (9-ия метър).

## История
Смята се, че подобни игри са съществували в Древна Гърция и Германия. Хандбалът започва да се играе масово през 1920 г., а през 1936 г. става олимпийски спорт на олимпийските игри в Берлин. Първият шампион е Германия, сребърните медали взима Австрия, а бронзовите – Швейцария. От 1948 г. до 1968 г. хандбалът не е включен в програмата на летните олимпийски игри. Повторен дебют прави отново на немска земя на игрите в Мюнхен през 1972 г.. Хандбалът при жените за първи път е включен в програмата на летните олимпийски игри през 1976 г. на игрите в Монреал.

## Олимпийски шампиони
| Година | Град-домакин   | Злато           | Сребро       | Бронз     |
| МЪЖЕ   | МЪЖЕ           | МЪЖЕ            | МЪЖЕ         | МЪЖЕ      |
| ------ | -------------- | --------------- | ------------ | --------- |
| 1936   | Берлин         | Германия        | Австрия      | Швейцария |
| 1972   | Мюнхен         | Югославия       | Чехословакия | Румъния   |
| 1976   | Монреал        | СССР            | Румъния      | Полша     |
| 1980   | Москва         | ГДР             | СССР         | Румъния   |
| 1984   | Лос Анджелис   | Югославия       | ФРГ          | Румъния   |
| 1988   | Сеул           | СССР            | Р.Корея      | Югославия |
| 1992   | Барселона      | ОНД (бивш СССР) | Швеция       | Франция   |
| 1996   | Атланта        | Хърватска       | Швеция       | Испания   |
| 2000   | Сидни          | Русия           | Швеция       | Испания   |
| 2004   | Атина          | Хърватска       | Германия     | Русия     |
| 2008   | Пекин          | Франция         | Исландия     | Испания   |
| 2012   | Лондон         | Франция         | Швеция       | Хърватска |
| 2016   | Рио де Жанейро | Дания           |              |           |

| Година | Град-домакин   | Злато      | Сребро     | Бронз           |
| ЖЕНИ   | ЖЕНИ           | ЖЕНИ       | ЖЕНИ       | ЖЕНИ            |
| ------ | -------------- | ---------- | ---------- | --------------- |
| 1976   | Монреал        | СССР       | ГДР        | Унгария         |
| 1980   | Москва         | СССР       | Югославия  | ГДР             |
| 1984   | Лос Анджелис   | Югославия  | Южна Корея | Китай           |
| 1988   | Сеул           | Южна Корея | Норвегия   | СССР            |
| 1992   | Барселона      | Южна Корея | Норвегия   | ОНД (бивш СССР) |
| 1996   | Атланта        | Дания      | Южна Корея | Унгария         |
| 2000   | Сидни          | Дания      | Унгария    | Норвегия        |
| 2004   | Атина          | Дания      | Южна Корея | Украйна         |
| 2008   | Пекин          | Норвегия   | Русия      | Южна Корея      |
| 2012   | Лондон         | Норвегия   | Черна гора | Испания         |
| 2016   | Рио де Жанейро | Русия      |            |                 |